# بريت مورجان
بريت مورجان (بالإنجليزية: Brit Morgan)‏ هي ممثلة أمريكية، ولدت في 24 سبتمبر 1987 في الولايات المتحدة.

## أعمال

### مسلسلات
- دم حقيقي
- ربات بيوت يائسات
- نيويورك
- كولد كيس

## وصلات خارجية
- بريت مورجان على موقع IMDb (الإنجليزية)
- بريت مورجان على موقع ميتاكريتيك (الإنجليزية)
- بريت مورجان على موقع روتن توميتوز (الإنجليزية)
- بريت مورجان على موقع قاعدة بيانات الأفلام العربية
- بريت مورجان على موقع ألو سيني (الفرنسية)
- بريت مورجان على موقع تيرنر كلاسيك موفيز (الإنجليزية)
- بريت مورجان على موقع أول موفي (الإنجليزية)
- بريت مورجان على موقع قاعدة بيانات الأفلام السويدية (السويدية)
- بريت مورجان على موقع قاعدة بيانات الفيلم (الإنجليزية)
- بريت مورجان على موقع ليتربوكسد (الإنجليزية)